# Шибеное
Ши́бено (укр. Шибене) — село, входит в Бородянский район Киевской области Украины. Расположено у реки Здвиж.
Население по переписи 2001 года составляло 874 человека. Почтовый индекс — 07812. Телефонный код — 4577. Занимает площадь 31,77 км². Код КОАТУУ — 3221088601.

## Местный совет
07812, Киевская обл., Бородянский р-н, с. Шибеное, ул. Кооперативная, 25в